# 尚博朗
尚博朗（法語：Chamborand，法語發音：[ʃɑ̃bɔʁɑ̃]）是法国克勒兹省的一个市镇，位于该省西北部，属于盖雷区。

## 地理
尚博朗（46°9'21"N, 1°34'20"E）面积11.18 平方千米，位于法国新阿基坦大区克勒兹省，该省份为法国中部省份，位于法國中央高原西北部，北起安德尔省和谢尔省，西接维埃纳省，南至科雷兹省，东临多姆山省，东北与阿列省接壤。
与尚博朗接壤的市镇（或旧市镇、城区）包括：勒格朗堡、圣普列斯特拉弗耶、菲尔萨克。
尚博朗的时区为UTC+01:00、UTC+02:00（夏令时）。

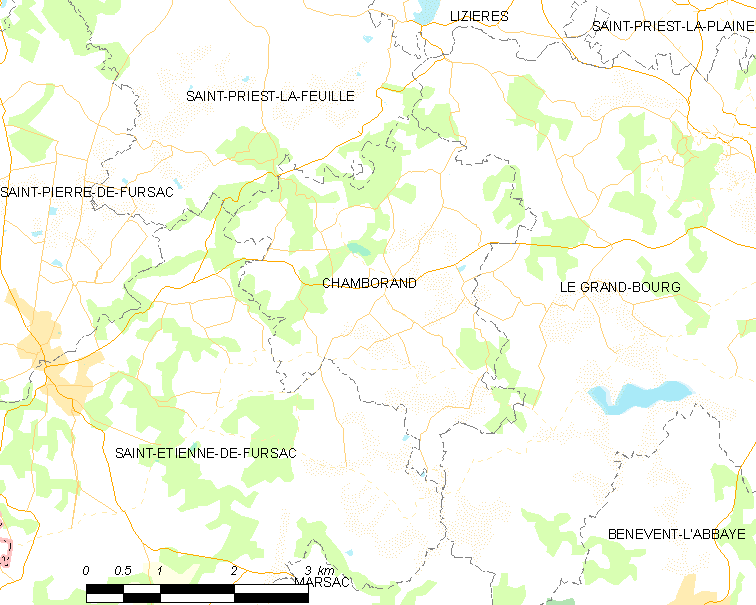
尚博朗的OSM定位图

## 行政
尚博朗的邮政编码为23240，INSEE市镇编码为23047。

## 政治
尚博朗所属的省级选区为勒格朗堡县。

## 交通
克勒兹省省道D4线、D10线和D49线在境内交汇。

## 人口

1962-2008年间尚博朗人口变化图示

尚博朗于2022年1月1日时的人口数量为243人。